# Re-Penetrator
Pour plus de détails, voir Fiche technique et Distribution.
Re-Penetrator est un court métrage pornographique américain réalisé par Doug Sakmann, sorti en 2004. Il s'agit d'une parodie pornographique du film Re-Animator.

## Fiche technique
- Titre original : Re-Penetrator
- Réalisation : Doug Sakmann
- Scénario : Doug Sakmann
- Montage : Doug Sakmann
- Production : Doug Sakmann
  - Production exécutive : Joanna Angel
- Société de distribution : Burning Angel
- Pays d'origine :   États-Unis
- Format : couleurs
- Genre : horreur, pornographie
- Durée : 22 minutes
- Date de sortie :
  - États-Unis : 2004
- Interdiction aux moins de 18 ans

## Distribution
- Joanna Angel : Zombie Bitch
- Tommy Pistol : Dr. Hubert Breast